# 1825 год в истории железнодорожного транспорта

## События
- 25 сентября с разрешения английского парламента начала действовать рельсовая дорога между Стоктоном и Дарлингтоном, которая предназначалась для перевозки грузов. Этот день во всём мире отмечается как день рождения железнодорожного транспорта.[1]
- Уильям Маттиас Болдуин основал свою механическую мастерскую, которая со временем выросла в крупного производителя локомотивов Baldwin Locomotive Works.

## Новый подвижной состав
- На Ньюкэстльском заводе построен первый паровоз «Локомошен» № 1, который развивал скорость 12 километров в час.[1]